# (37276) 2000 XL43
2000 XL43 (asteroide 37276) é um asteroide da cintura principal. Possui uma excentricidade de 0.20392840 e uma inclinação de 14.00923º.
Este asteroide foi descoberto no dia 5 de dezembro de 2000 por LINEAR em Socorro.